# Unione Sportiva Bagnolese 1922-1923
Questa voce raccoglie le informazioni riguardanti la Bagnolese nelle competizioni ufficiali della stagione 1922-1923.

## Divise
| Casa | Trasferta |

## Rosa
| N. |                   | Ruolo | Calciatore         |
| -- | ----------------- | ----- | ------------------ |
| 1  | Italia (bandiera) | P     | Giuseppe Cangiullo |
| 1  | Italia (bandiera) | P     | Pino Rinetti       |
|    | Italia (bandiera) | D     | Giuseppe Lobianco  |
|    | Italia (bandiera) | D     | Manzoni            |
|    | Italia (bandiera) | D     | Piccolo            |
|    | Italia (bandiera) | C     | Canterini          |
|    | Italia (bandiera) | C     | Palmieri           |
|    | Italia (bandiera) | A     | Marra              |
|    | Italia (bandiera) |       | Fumaioli           |
|    | Italia (bandiera) |       | Penco              |

| N. |                   | Ruolo | Calciatore |
| -- | ----------------- | ----- | ---------- |
|    | Italia (bandiera) |       | Carrano    |
|    | Italia (bandiera) |       | Cassese II |
|    | Italia (bandiera) |       | Invorio    |
|    | Italia (bandiera) |       | Piccirillo |
|    | Italia (bandiera) |       | Pizzo      |
|    | Italia (bandiera) |       | Polisano   |
|    | Italia (bandiera) |       | Rizzo      |
|    | Italia (bandiera) |       | Tiburzi    |
|    | Italia (bandiera) |       | Zita       |

## Risultati

### Prima Divisione

#### Girone campano

##### Girone di andata
| Napoli 19 novembre 1922 1ª giornata | Bagnolese      | 0 – 2 A tav. | Savoia | \| Arbitro: \| Senes (Napoli) \| |
| Arbitro:                            | Senes (Napoli) |              |        |                                  |

| Castellammare di Stabia 3 dicembre 1922 3ª giornata | Stabia | 2 – 0 A tav. per forfait | Bagnolese |  |

| Arbitro: | Del Pezzo (Napoli) |

|  |           |            |
|  | Marcatori | 83’ Cresta |

| Arbitro: | Barionovi (Roma) |

|              |           |  |
| Fariello 31’ | Marcatori |  |

##### Girone di ritorno
| Arbitro: | Reichlin (Napoli) |

|                                                          |           |              |
| Ranghino 23’ Ghisi I 26’ Parodi 35’, 74’ Bobbio 38’, 39’ | Marcatori | 16’ Palmieri |

| Napoli 28 gennaio 1923 8ª giornata | Bagnolese | 0 – 2 A tav. per forfait | Stabia |  |

| Cava de' Tirreni 18 marzo 1923 9ª giornata | Cavese | 2 – 0 A tav. per forfait | Bagnolese |  |

| Napoli 11 marzo 1923 10ª giornata | Bagnolese | 0 – 2 A tav. per forfait | Internaples |  |

## Statistiche

### Statistiche di squadra
| Competizione             | Punti | In casa | In casa | In casa | In casa | In casa | In casa | In trasferta | In trasferta | In trasferta | In trasferta | In trasferta | In trasferta | Totale | Totale | Totale | Totale | Totale | Totale | DR  |
| Competizione             | Punti | G       | V       | N       | P       | Gf      | Gs      | G            | V            | N            | P            | Gf           | Gs           | G      | V      | N      | P      | Gf     | Gs     | DR  |
| ------------------------ | ----- | ------- | ------- | ------- | ------- | ------- | ------- | ------------ | ------------ | ------------ | ------------ | ------------ | ------------ | ------ | ------ | ------ | ------ | ------ | ------ | --- |
| Prima Divisione-Campania | 0     | 4       | 0       | 0       | 4       | 0       | 7       | 4            | 0            | 0            | 4            | 1            | 11           | 8      | 0      | 0      | 8      | 1      | 18     | -17 |

### Statistiche dei giocatori
| Giocatore    | Prima Divisione | Prima Divisione |
| Giocatore    | Presenze        | Reti            |
| ------------ | --------------- | --------------- |
| G. Cangiullo | 2               | -2              |
| Canterini    | 3               | 0               |
| Carrano      | 2               | 0               |
| Cassese II   | 2               | 0               |
| Esposito II  | 1               | 0               |
| Invorio      | 2               | 0               |
| Manzoni      | 1               | 0               |
| Marra        | 3               | 0               |
| Palmieri     | 3               | 1               |
| Piccolo I    | 2               | 0               |
| Pizzo        | 3               | 0               |
| Polisano     | 3               | 0               |
| P. Rinetti   | 1               | -6              |
| Rizzo        | 1               | 0               |
| Tiburzi      | 3               | 0               |
| Zita         | 3               | 0               |